# Goldstreifen-Salamander
Der Goldstreifen-Salamander (Chioglossa lusitanica) ist ein Schwanzlurch aus der Familie der Echten Salamander und bildet die einzige Art der Gattung Chioglossa.

## Merkmale
Es handelt sich um einen zierlichen Landsalamander mit einem auffallend langen Schwanz. Dieser kann bis zu zwei Dritteln der Gesamtlänge von maximal 16 Zentimetern ausmachen und dient als Nährstoffspeicher. Bei Gefahr kann er in Eidechsen-Manier abgeworfen werden. Der schlanke, glatthäutige Rumpf weist seitlich 10 bis 12 schwach ausgebildete Rippenfurchen auf. Hervorstehende, große „Froschaugen“ und deutlich ausgeprägte Ohrdrüsen zeigen sich am länglichen, vorne abgerundeten Kopf.
Auf einer fast schwarzen Grundfarbe befinden sich zwei goldgelbe bis kupferfarbene (bei Jungtieren: rötliche) Längsstreifen, die durch einen dunklen Aalstrich in der Mitte getrennt werden. Sie ziehen sich von den Ohrdrüsen über den Rücken, verbinden sich an der Schwanzwurzel und gehen verbunden weiter bis zur Schwanzspitze. Die Unterseite ist dunkelgrau, im Bereich der Kehle hellblau bis hellgrau.

## Vorkommen und Lebensraum

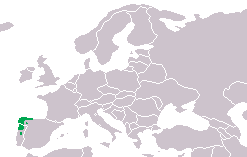
Verbreitung des Goldstreifen-Salamanders

Dieser Salamander ist in einem relativ kleinen Gebiet im Nordwesten der Iberischen Halbinsel beheimatet. Im Einzelnen werden die spanischen Provinzen Asturias und Galicia sowie das nordwestliche und mittlere Portugal besiedelt.
Er lebt in Gebirgsregionen mit atlantischen Klimabedingungen (milde Winter, hohe Niederschläge; hier: mehr als 1000 Millimeter pro Jahr) in Höhen bis maximal 1200 Meter. Dort werden Laubwälder mit Bachtälern bewohnt. Mit dem Feuersalamander, der ähnliche Habitate bevorzugt, ist die Art oft vergesellschaftet.

## Lebensweise
Der Goldstreifen-Salamander ist bei Regenwetter und in der Nacht aktiv, in Höhlen auch tagsüber; ansonsten versteckt er sich unter Steinen, Pflanzenwurzeln und Totholz. In trockenen Sommern legen die Tiere in stets feuchten Unterschlüpfen auch wochenlange Phasen der Inaktivität ein. Solche Verstecke dienen auch der Überwinterung im Dezember und Januar, die aber nicht obligat ist.
Nahrungstiere, vor allem Spinnen und Insekten, erbeutet der Salamander mit Hilfe seiner Zunge. Dazu bewegt er sich auf die Beute zu und schleudert dabei die mit einer zangenartigen Haftvorrichtung versehene Zunge hervor. Größere Tiere werden auch direkt mit den Kiefern gepackt. Der optische Sinn spielt eine wichtige Rolle bei der Jagd und ist für Schwanzlurchverhältnisse sehr gut ausgeprägt.
Vor Fressfeinden, zu denen andere Amphibienarten und verschiedene Schlangenarten wie die Vipernatter (Natrix maura) und die Nordiberische Kreuzotter (Vipera seoanei) gehören, flieht der Goldstreifen-Salamander geschwind wie eine Eidechse. Im Wasser bewegt er sich aalartig schlängelnd. Die Larven dort werden von Großlibellenlarven gefressen.

## Fortpflanzung
Die Paarung, die je nach Gebiet zu recht unterschiedlichen Zeiten stattfindet, erfolgt an Land, beispielsweise in feuchten Höhlen und Stollen. Dabei schiebt sich das Männchen unter das Weibchen und hält die Partnerin mit seinen Vorderbeinen umklammert. Schließlich setzt es wohl eine Spermatophore ab, die danach vom Weibchen mit der Kloake aufgenommen wird. Später kann ein Weibchen bis zu 20 hellgelbe Eier mit Gallerthüllen absetzen. Dies geschieht an Steinen unter Wasser oder an Wurzeln; auch an Land ist bei dauerfeuchten Bedingungen eine Eiablage möglich.
Die Schlüpflinge erscheinen nach etwa zweimonatiger Embryonalentwicklung und sind dann durchschnittlich 13 Millimeter lang. Bei ihrer Metamorphose zum Landtier messen sie 40 bis 48 Millimeter. Manchmal überwintern sie zuvor in ihren Gewässern und erreichen dann sieben Zentimeter Länge.

## Gefährdung und Schutz
Durch Abholzung von Wäldern, Zersiedelung der Landschaft sowie Verschmutzung und Kanalisierung von Bächen ist die Art in ihrem Bestand bedroht.
Gesetzlicher Schutzstatus
- Fauna-Flora-Habitat-Richtlinie (FFH-RL): Anhänge 2 und 4 (es sind eigens Schutzgebiete auszuweisen/streng geschützt)
- Bundesartenschutzverordnung (BArtSchV): besonders geschützt